# ITVBe
ITVBe是英國的一個電視頻道，主要播出娛樂、生活和真人秀節目，主要受眾則是女性。由獨立電視公司所有。ITVBe開始播出於2014年10月8日。同年11月19日，該頻道開始播出高畫質版本。ITVBe可通過freeview和衛星電視等方式收看。
2025年6月9日，频道停播，并被ITV Quiz频道取代。

## 外部連結
- itv.com上《ITVBe 》的資料